# This Train Don't Stop Here Anymore
This Train Don't Stop There Anymore is een nummer van de Britse muzikant Elton John uit 2002. Het is de tweede single van zijn 26e studioalbum Songs from the West Coast.

## Achtergrondinformatie
"This Train Don't Stop There Anymore" is een melancholische ballad waarin John zingt dat zijn roem voorbij is en dat hij moet leren omgaan met het ouder worden. Toch blijft hij nog steeds toeren en trekken zijn optredens veel bekijks over de hele wereld. Het nummer werd een bescheiden hit in het Verenigd Koninkrijk, waar het de 24e positie bereikte. In Nederland was het nummer minder succesvol met een 18e positie in de Tipparade.
In de bijbehorende videoclip is Justin Timberlake te zien als de jongere John uit de jaren '70.

## Tracklijst
- CD1

1. "This Train Don't Stop There Anymore" – 4:39
2. "Did Anybody Sleep with Joan of Arc" – 4:18
3. "I Want Love" (live) – 4:34

- CD2

1. "This Train Don't Stop There Anymore" – 4:39
2. "American Triangle" (live) – 4:35
3. "Philadelphia Freedom" (live) – 5:08